# Marco Martins
Marco Martins (Lisboa, 1972) és un director de cinema portuguès amb una àmplia tasca en el camp del cinema, el teatre i les arts visuals.

## Biografia
Format per l'Escola de Teatre i Cinema de l'Institut Politècnic de Lisboa el 1994, va fer pràctiques a l’àrea de producció amb els directors Wim Wenders, Manoel de Oliveira i Bertrand Tavernier.
Entre 1994 i 1998 va escriure i realitzar els curtmetratges Mergulho no Ano Novo (Premi Nacional al Millor Curtmetratge al Festival Internacional de Curtmetratges Vila do Conde), No Caminho Para a Escola (Millor Curtmetratge i Millor Director al VII Festival de Cinema Ibèric de Badajoz i Premi Eixo Atlàntic al Festival de Cinema d'Ourense). El 2005 va estrenar el seu primer llargmetratge, Alice, estrenat aquell any al 58è Festival Internacional de Cinema de Canes, i fous la pel·lícula portuguesa escollida per la nominació a l'Oscar a la millor pel·lícula de parla no anglesa.
Un any després, Marco Martins va col·laborar amb el contacontes Tonino Guerra (col·laborador habitual de Michelangelo Antonioni, Fellini, Tarkovsky o Theo Angelopoulos) a la pel·lícula Um Ano Mais Longo estrenada a la competició de la 63a Mostra Internacional de Cinema de Venècia.
Com Teresa Villaverde, Pedro Costa, Joaquim Sapinho, João Pedro Rodrigues, Manuel Mozos, entre d'altres, pertany al primer grup de cineastes formats per l’Escola de Teatre i Cinema que desenvolupa la seva activitat als anys noranta i que, per norma general,, es dedica a la creació de pel·lícules d'autor. Aquests nous cineastes es beneficiaran, en relació amb la generació anterior, de la normativa estatal de suport a les primeres obres i dels criteris que permetin la continuïtat en l’assignació d’aquestes subvencions.
El 2000, juntament amb l'actriu Beatriz Batarda, va crear la companyia de teatre Arena Ensemble. Una plataforma on desenvolupa treballs amb un fort component experimental i social. Les seves obres, per a escenaris, s’han presentat als principals escenaris nacionals i a festivals internacionals. El 2018, el seu programa Provisional Figures, plantejat amb la comunitat portuguesa de Great Yarmouth, es va estrenar al Festival Internacional de Norwich / Norfolk. La seva creació més recent Perfil Perdu es va estrenar al Festival Internacional de Cinema d'Istanbul.
El 2011 el director va col·laborar amb l’artista Filipa César en el curtmetratge Insert, que forma part de l'exposició de l’artista al Centro Cultural de Belém, que guanyaria el premi BES PHOTO i s’estrena al Festival Internacional de Cinema de Rotterdam un any després.
El 2013, Marco Martins va col·laborar amb l’artista italià Michelangelo Pistoletto en la creació de la pel·lícula Twenty-one-Twelve- The Day The World did not End estrenada al Museu del Louvre i al Festival del Cinema di Roma.
El 2016 São Jorge, el seu quart llargmetratge, es va estrenaren la secció Horitzons del 73a Mostra Internacional de Cinema de Venècia on va optar al Lleó d’Or al millor actor (Nuno Lopes). La pel·lícula guanyaria més de trenta premis nacionals i internacionals i representaria a Portugal als Oscar d’aquell any.

## Filmografia

### Cinema
- São Jorge (2016)
- Twenty-One-Twelve: The Day the World Didn't End (2013)
- Keep Going (2011)
- Traces of a Diary (2009 / 2010) (documental)
- Insert (2010 / 2011) (curtmetratge)
- Como Desenhar um Círculo Perfeito (2009 / 2010)
- Um Ano Mais Longo (2006 / 2007) (curtmetratge)
- Alice (2005 / 2006)
- No Caminho para a Escola (1998) (curtmetratge)
- Clockwise (1996) (curtmetratge)
- Não Basta Ser Cruel (1995) (curtmetratge)
- Mergulho no Ano Novo) (1992) (curtmetratge)

### Televisió
- Sara (2018)